# 茨城県道311号笠間停車場線

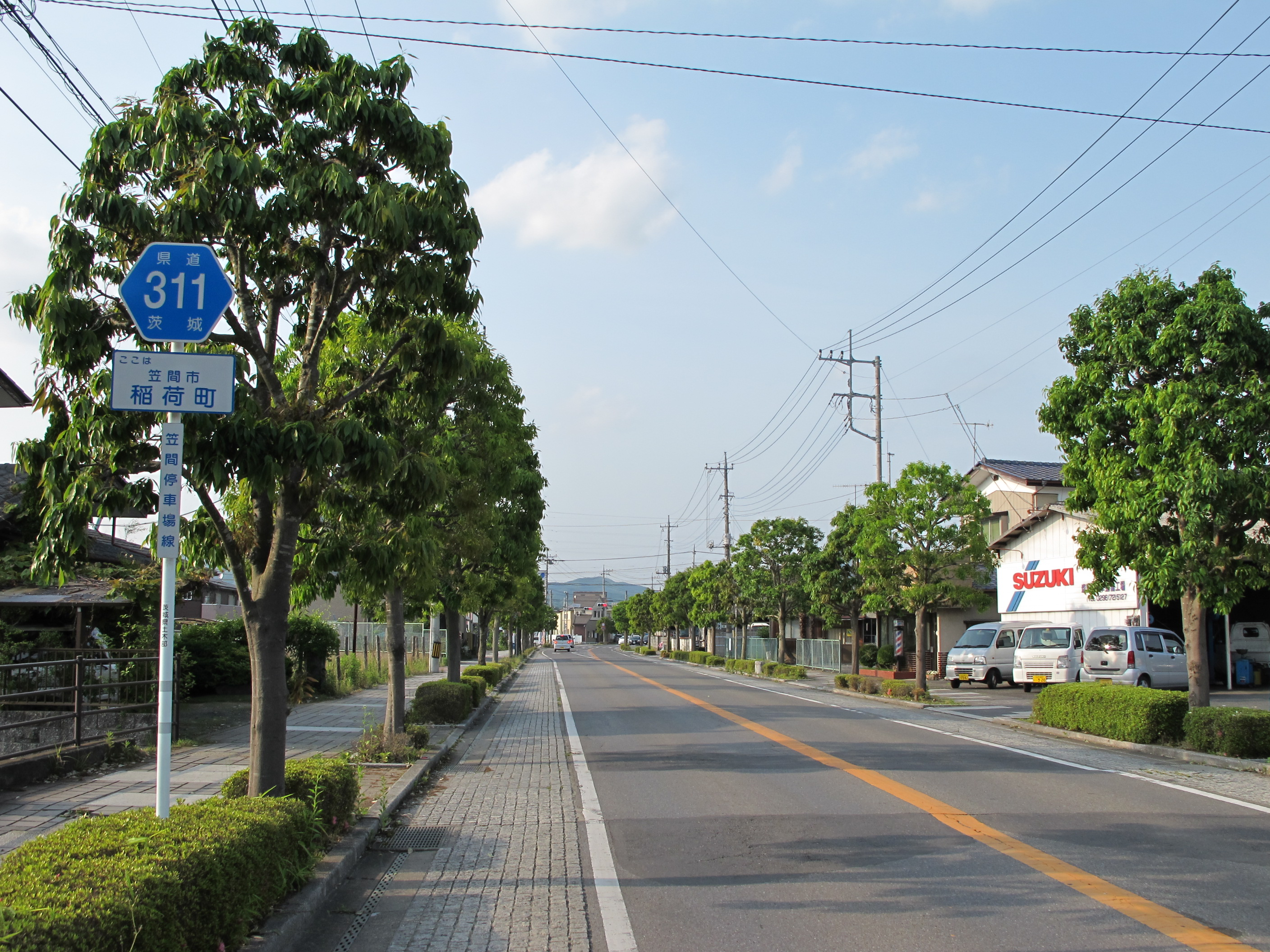
茨城県道311号笠間停車場線
笠間市笠間字稲荷町（2014年5月）

茨城県道311号笠間停車場線（いばらきけんどう311ごう かさまていしゃじょうせん）は、茨城県笠間市内を通る県道で、東日本旅客鉄道（JR東日本）水戸線笠間駅と接続するための道路である。

## 概要
JR笠間駅と国道355号を南北に結ぶ一般県道である。笠間市笠間字稲荷町内で完結する短い路線で、笠間駅の玄関口となる道路である。

### 路線データ
- 起点：笠間市笠間（笠間駅前）
- 終点：笠間市笠間（国道355号交点）
- 総延長：236 m[1]
- 重用延長：なし[1]
- 未供用延長：なし[1]
- 実延長：236 m[1]
- 自動車交通不能区間延長[注釈 1]：なし[1]

## 歴史
1959年（昭和34年）10月14日、新たな県道として笠間市笠間町の笠間停車場を起点とし、二級国道前橋水戸線（旧国道50号）交点を終点とする区間を本路線とする県道笠間停車場線として茨城県が県道路線認定した。
1995年（平成7年）に整理番号311となり現在に至る。

### 年表
- 1889年（明治22年）1月16日：笠間駅が開業する。
- 1923年（大正12年）4月1日：現在の路線の前身である笠間停車場線が路線認定される。[2]
- 1959年（昭和34年）10月14日
笠間停車場線（旧道）が路線認定される[3]。道路の区域は、笠間市笠間町の笠間停車場から笠間市笠間町の二級国道前橋水戸線交点までと決定された[4]。この旧道は現道の東側に並行する道（笠間駅前 - 高橋町交差点）であった。
- 1972年（昭和47年）10月12日：新道の開通により、笠間市笠間字下市毛（笠間駅前） - 同字荒井（高橋町交差点）の旧道ルート（1.406 km）から、現在の笠間市笠間字来栖（笠間駅前） - 同字荒町（荒町角交差点）のルート（1.345 km）に変更される[5]。
- 1995年（平成7年）3月30日：整理番号175から現在の番号（整理番号311）に変更される[6]。
- 2001年（平成13年）3月1日：笠間市大字笠間（稲荷町 - 荒町角）の区間が、通行する車両の最大重量限度25トンの道路に指定される[7]。

## 路線状況
笠間駅前のロータリーから北にまっすぐ伸びる2車線（片側1車線）の道路で、まっすぐ進めば国道355号に変わり国道50号まで通じる街路である都市計画道路 笠間停車場寺崎線の一部区間に相当する。道路の特徴として、両側歩道が石のブロック舗装、路側帯に至っては笠間市の特産である御影石で舗装されるといった凝った舗装仕様となっており、街路樹も植えられて美観が行き届いている。

## 地理
笠間盆地の平坦な地形で、笠間駅前の住宅街の中に道路がある。

### 通過する自治体
- 茨城県
  - 笠間市

### 沿線
- JR 笠間駅